# Gao Xing
Gao Xing (en xines: 高星) (Huangshi, 14 de juny de 1996) és una jugadora professional de go xinesa, de rang 4p. El 2012, es va convertir en professional i, el 2017, va assolir el rang de 4p, després de guanyar el campionat femení del National Go Individual (全国围棋个人赛), un dels campionats més prestigiosos de la Xina.